# Глухівці (селище при станції)
Глу́хівці — селище в Україні, у Глуховецькій громаді Хмільницького району Вінницької області. Населення становить 56 осіб (станом на 2001 рік).

## Географія
| Клімат Глухівців        | Клімат Глухівців | Клімат Глухівців | Клімат Глухівців | Клімат Глухівців | Клімат Глухівців | Клімат Глухівців | Клімат Глухівців | Клімат Глухівців | Клімат Глухівців | Клімат Глухівців | Клімат Глухівців | Клімат Глухівців | Клімат Глухівців |
| Показник                | Січ.             | Лют.             | Бер.             | Квіт.            | Трав.            | Черв.            | Лип.             | Серп.            | Вер.             | Жовт.            | Лист.            | Груд.            | Рік              |
| Середній максимум, °C   | −2,8             | −1,3             | 3,7              | 12,8             | 19,5             | 22,7             | 24,0             | 23,5             | 18,9             | 12,0             | 4,4              | −0,1             | 11,4             |
| Середня температура, °C | −5,9             | −4,6             | 0,0              | 7,9              | 14,0             | 17,3             | 18,5             | 17,9             | 13,6             | 7,8              | 1,8              | −2,6             | 7,1              |
| Середній мінімум, °C    | −9               | −7,8             | −3,6             | 3,1              | 8,6              | 11,9             | 13,1             | 12,4             | 8,4              | 3,6              | −0,8             | −5,1             | 2,9              |
| Норма опадів, мм        | 38               | 33               | 32               | 50               | 61               | 85               | 96               | 69               | 51               | 36               | 43               | 41               | 635              |
| ----------------------- | ---------------- | ---------------- | ---------------- | ---------------- | ---------------- | ---------------- | ---------------- | ---------------- | ---------------- | ---------------- | ---------------- | ---------------- | ---------------- |
| Джерело:                |                  |                  |                  |                  |                  |                  |                  |                  |                  |                  |                  |                  |                  |

## Історія
30 грудня 1943 року, у рамках Житомирсько-Бердичівської наступальної операції, війська 1-го Українського фронту зайняли понад 300 населених пунктів, у тому числі й селище Глухівці.[джерело?]

## Населення
Станом на 1989 рік у селищі проживали 90 осіб, серед них — 47 чоловіків і 43 жінки.
За даними перепису населення 2001 року у селищі проживали 56 осіб. Рідною мовою назвали:
| Мова       | Кількість осіб | Відсоток |
| ---------- | -------------- | -------- |
| українська | 56             | 100,00%  |